# La Manchuela Conquense
Die Comarca La Manchuela Conquense ist eine der fünf Comarcas in der Provinz Cuenca der autonomen Gemeinschaft Kastilien-La Mancha.
Sie umfasst 30 Gemeinden auf einer Fläche von 2.214,17 km² mit dem Hauptort Quintanar del Rey.

## Gemeinden
| Gemeinde                       | Einwohner (2024) | Fläche km² | Dichte Einw./km² | Cod INE | Postleitzahl |
| ------------------------------ | ---------------- | ---------- | ---------------- | ------- | ------------ |
| Alarcón                        | 176              | 119,96     | 1                | 16003   | 16214        |
| Buenache de Alarcón            | 440              | 64,16      | 7                | 16039   | 16114        |
| Campillo de Altobuey           | 1.286            | 172,41     | 7                | 16042   | 16210        |
| Casas de Benítez               | 834              | 46,76      | 18               | 16060   | 16707        |
| Casas de Guijarro              | 102              | 8,20       | 12               | 16063   | 16708        |
| Casasimarro                    | 3.205            | 49,62      | 65               | 16066   | 16239        |
| Castillejo de Iniesta          | 102              | 27,70      | 4                | 16068   | 16250        |
| Gabaldón                       | 159              | 84,10      | 2                | 16092   | 16214        |
| Graja de Iniesta               | 357              | 28,22      | 13               | 16096   | 16251        |
| El Herrumblar                  | 785              | 46,10      | 17               | 16098   | 16290        |
| Hontecillas                    | 55               | 34,70      | 2                | 16104   | 16118        |
| Iniesta                        | 4.525            | 232,30     | 19               | 16113   | 16235        |
| Ledaña                         | 1.602            | 65,48      | 24               | 16118   | 16237        |
| Minglanilla                    | 2.322            | 109,64     | 21               | 16125   | 16260        |
| Motilla del Palancar           | 6.259            | 73,89      | 85               | 16134   | 16200        |
| Olmedilla de Alarcón           | 128              | 38,31      | 3                | 16142   | 16118        |
| El Peral                       | 648              | 85,84      | 8                | 16155   | 16240        |
| La Pesquera                    | 234              | 72,30      | 3                | 16157   | 16269        |
| El Picazo                      | 704              | 24,90      | 28               | 16158   | 16211        |
| Pozorrubielos de la Mancha     | 164              | 73,58      | 2                | 16908   | 16212        |
| Puebla del Salvador            | 197              | 48,09      | 4                | 16174   | 16269        |
| Quintanar del Rey              | 7.484            | 79,92      | 94               | 16175   | 16220        |
| Sisante                        | 1.660            | 134,36     | 12               | 16198   | 16700        |
| Tébar                          | 293              | 99,02      | 3                | 16204   | 16710        |
| Valhermoso de la Fuente        | 59               | 32,12      | 2                | 16231   | 16214        |
| Valverdejo                     | 87               | 32,47      | 3                | 16237   | 16214        |
| Villagarcía del Llano          | 757              | 116,84     | 6                | 16244   | 16236        |
| Villalpardo                    | 1.000            | 31,49      | 32               | 16248   | 16270        |
| Villanueva de la Jara          | 2.340            | 156,07     | 15               | 16251   | 16230        |
| Villarta                       | 847              | 25,62      | 33               | 16271   | 16280        |
| Comarca La Manchuela Conquense | 38.811           | 2.214,17   | 18               | –       | –            |